# Career of Evil
Vocação para o Mal (português brasileiro) ou A Carreira do Mal (português europeu) (em inglês, Career of Evil) é o terceiro livro da série Cormoran Strike, escrita pela britânica J. K. Rowling, sob o pseudônimo de Robert Galbraith. O livro foi lançado nos Estados Unidos em 20 de outubro de 2015, no Reino Unido em 22 de outubro de 2015 e e foi lançado no Brasil no dia 18 de abril de 2016. Um mistério diabolicamente inteligente com reviravoltas inesperadas em cada esquina, é também uma história emocionante de um homem e uma mulher em uma encruzilhada em suas vidas pessoais e profissionais.

## Sinopse
Quando um misterioso pacote é entregue a Robin Ellacott, ela fica horrorizada ao descobrir que ele contém a perna decepada de uma mulher.
Seu chefe, o detetive particular Cormoran Strike, é menos surpreso, mas não menos alarmado. Há quatro pessoas de seu passado que ele acha que poderia ser responsável – e Strike sabe que qualquer um deles é capaz de tamanha brutalidade.
Com a polícia focada em Strike sendo o principal suspeito Robin discorda e toma o caso e decide investigar sozinha, e aprofundar os mundos escuros e torcidos dos outros três homens. Mas, como ocorrem mais atos horrendos, o tempo está se esgotando para os dois…

## Personagens

### Principais
- Cormoran Strike é um investigador particular para baixo-em-sua-sorte. Ele tem poucos clientes, uma grande dívida, e é obrigado pelo recente rompimento com sua namorada para mover-se em seu escritório em Denmark Street. Ele perdeu a perna na guerra do Afeganistão.
- Robin Venetia Ellacott, é secretária temporária do Strike, e se mudou recentemente de Yorkshire desde que ficou noiva. Ela está entusiasmada com o trabalho de detetive e é muito inteligente e competente.

### Secundários
Amigos e familiares da Cormoran e Robin.
- Lucy Strike é a crítica irmã mais nova de  Cormoran Strike. Strike atende festa de aniversário de seu filho durante a novela.
- Jonny Rokeby é o famoso pai pop-star de Strike e com quem ele só se encontrou apenas duas vezes em sua vida.
- Leda Strike é a mãe de Strike, um 'supergroupie "de Jonny do Rokeby. Ela tinha um vício de drogas e morreu de uma overdose quando Strike tinha 20 anos. Ele sempre suspeitou que seu padrasto tinha algo a ver com a morte dela, embora ninguém concordou.
- Charlotte Campbell é a namorada rica de longa data de Cormoran Strike, com quem ele termina um pouco antes do início do livro.
- Matthew Cunliffe é o noivo de Robin e trabalha como contador. Ele propõe casamento a Robin no início do livro. Ele não aprova seu trabalho para Strike, a quem ele considera ser um personagem obscuro.

## Adaptação
Em 10 de dezembro de 2014, foi anunciado que o o livro de "Cormoran Strike" deve ser adaptado como uma série de televisão para BBC One, começando com The Cuckoo's Calling ("O Chamado do Cuco"). Rowling mesmo fará o roteiro e também irá colaborar no projeto. O números de episódios foram decididos dois anos mais tarde; apenas 7, ao total.
O site especializado em produção de TV, cinema e comerciais The Knowledge afirma que as gravações de Cormoran Strike irão se iniciar em Londres no outono britânico, que vai de setembro a novembro de 2016.
De acordo com o site, a série, baseada nos romances de J.K. Rowling (escritos sob o pseudônimo de Robert Galbraith), terá sete episódios de sessenta minutos cada, que cobrirão os três primeiros livros – e os únicos lançados – sobre o detetive Cormoran Strike e sua assistente, Robin. No entanto, isso acaba levantando a questão se, na verdade, será somente uma minissérie, ou se, como Sherlock, ela terá temporadas esporádicas.
Sarah Phelps, que adaptou Morte Súbita para a televisão, também será responsável pela adaptação de O Chamado do Cuco, enquanto que Ben Richards terá a tarefa de adaptar O Bicho-da-Seda. Vocação Para o Mal ainda não tem um(a) roteirista.
Com a aproximação das filmagens, é de se esperar que, muito logo, teremos os atores que irão fazer parte do elenco! Talvez com um anúncio oficial da BBC também teremos esclarecimentos sobre a confusão da duração.
A série é produzida pela Brontë Film and Television, produtora independente fundada por Rowling e seu agente, Neil Blair. Ambos servirão como produtores-executivos ao lado de Ruth Kenley-Letts e Lucy Richer. A direção é de Julian Farino.
Após a confirmação de que Tom Burke e Holliday Grainger estrelariam juntos em "Cormoran Strike" (novo nome para The Cormoran Strike Mysteries e The Strike Series), as primeiras imagens da série foram divulgadas nas redes sociais.